# Vizerka
Vizerka je přírodní památka na levé (severní) straně údolí Šáreckého potoka v přírodním parku Šárka-Lysolaje na území hlavního města Prahy. Jedná se o skalnaté a křovinaté svahy s teplomilnou květenou, které se rozkládají nad usedlostí Vizerka a pod Nebušickou ulicí, ve výběžku Dejvic vklíněném mezi Nebušice a Vokovice.
Oblast je výjimečná hlavně díky dvěma výchozům proterozoických břidlic, jež jsou porostlé teplomilnými křovinami skalních stepí a xerotormními trávníky. Hlavním důvodem uvedení na seznam chráněných území byla především touha uchovat právě tuto teplomilnou faunu a flóru, zvláště populaci koniklece lučního a stepníka rudého. Koniklec luční je zde ohrožen zejména zarůstáním javorem babykou, hlohem, trnkami, jasany, ptačím zobem, třešněmi, svídou krvavou a dubem zimním.
O zařazení Vizerky mezi přírodní památky se uvažovalo již v šedesátých letech 20. století, ale stalo se tak až v roce 1988, kdy byla vyňata z rámce Šáreckého území jako nejjižnější část meandru Šáreckého potoka. Od té doby oblast spravuje Agentura ochrany přírody a krajiny ČR.
Přírodní památka Vizerka se rozkládá na 3,09 ha země mezi Vokovicemi a Nebušicemi, jako součást Divoké Šárky, na břehu Šáreckého potoka. Nadmořská výška je 236 až 285 m n. m. Většina tohoto území má charakter zalesněného svahu. Část území je v soukromém vlastnictví majitele usedlosti Vizerka, který zde v letních měsících provozuje občerstvení.

## Historie

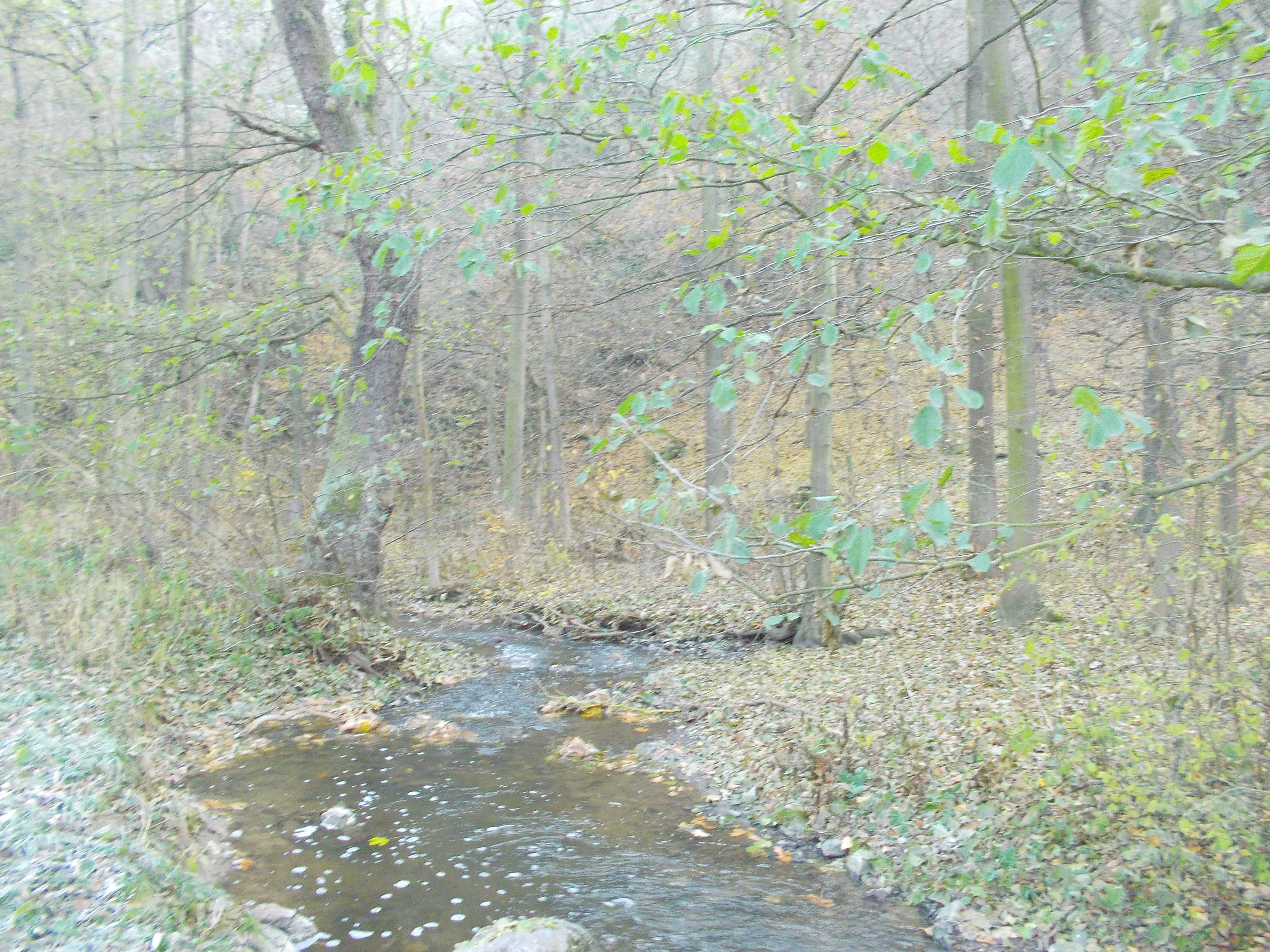

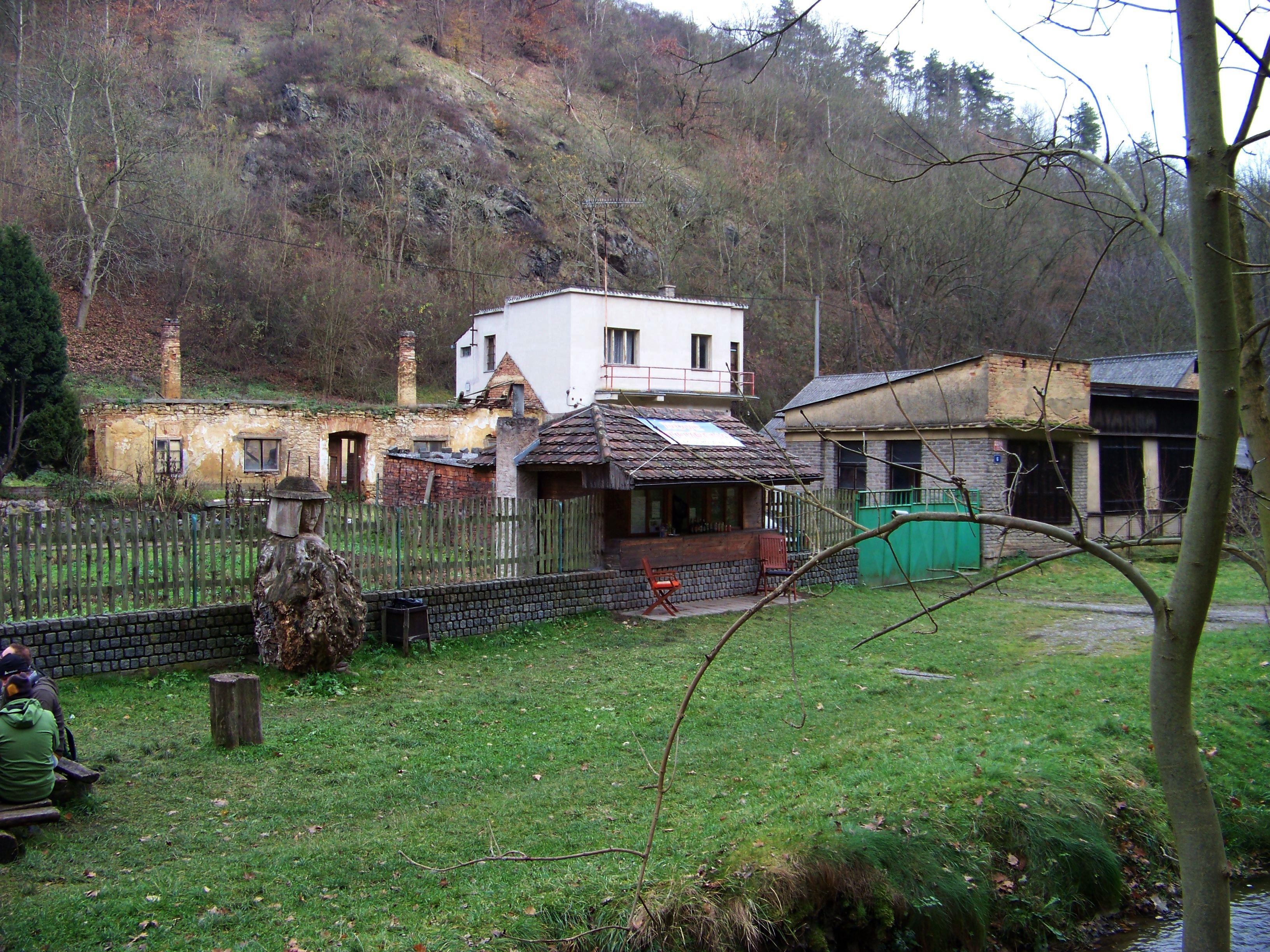
Usedlost se strání

Tato oblast byla dříve zcela odlesněná a využívána majitelem usedlosti Vizerka pro pastvu především ovcí, posléze byl na části území sad. Ochranáři se však nemohli shodnout na tom, jak dále s územím zacházet, získali souhlas majitele usedlosti vyhlásit chráněné území, ale kromě vyhlášení se téměř nic nedělo. Jen během 80. let 20. století se zde konalo několik brigád, které ovšem podle pozdějších komentářů "mohly být důslednější". Konečně 4. července 1988 bylo území vyhlášeno národním výborem hl. města Prahy (s platností od 1. září 1988). Aby bylo zamezeno přístupu veřejnosti, byly dokonce z jedné strany vystavěny domy, které ovšem zamezily přístupu lidí a zapříčinily výskyt odpadků.Ovšem ponecháním území sebe samu se zarůstání stromy a křovinami zhoršilo a původní druhy se odtud postupně začaly vytrácet.

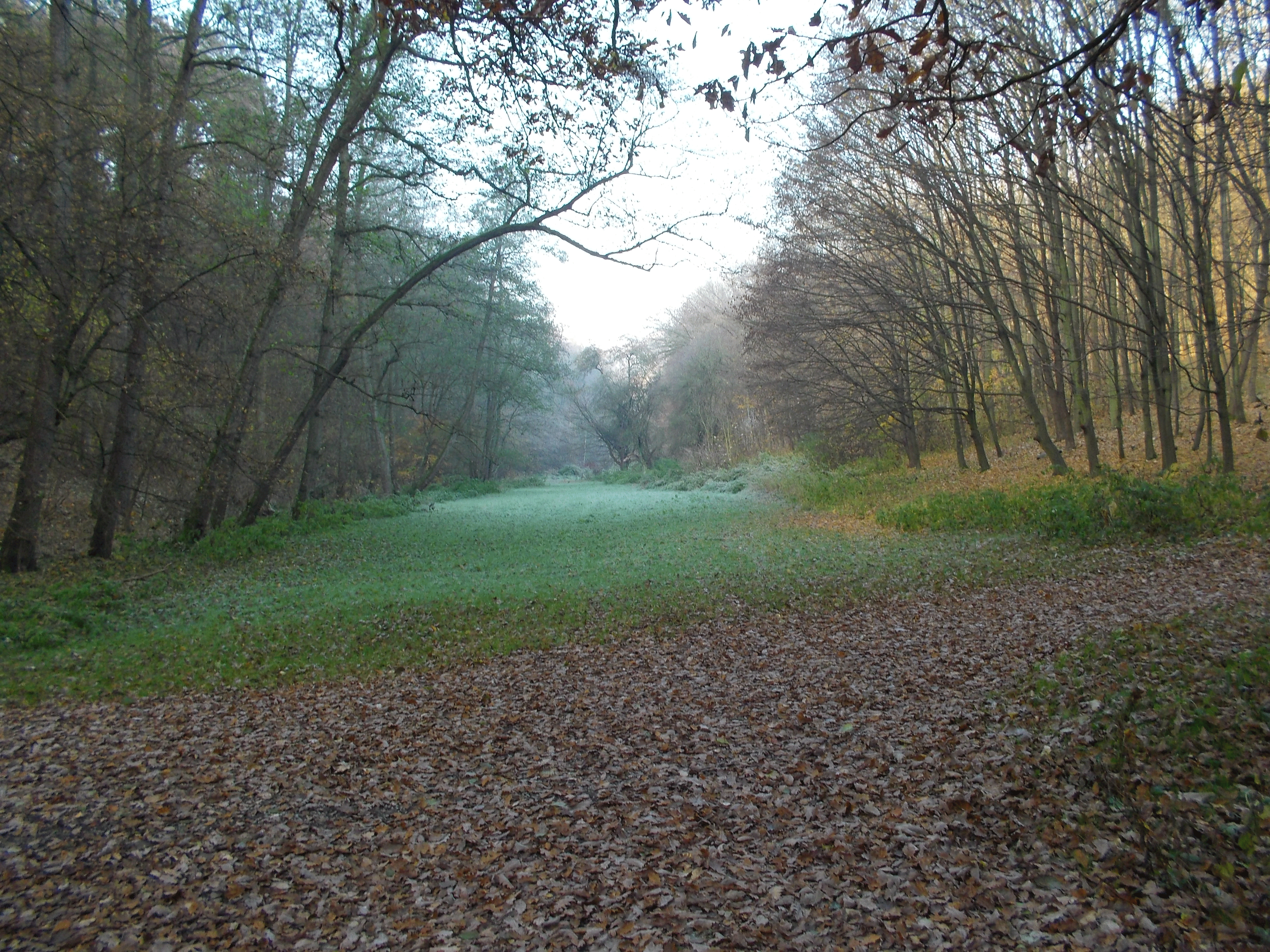

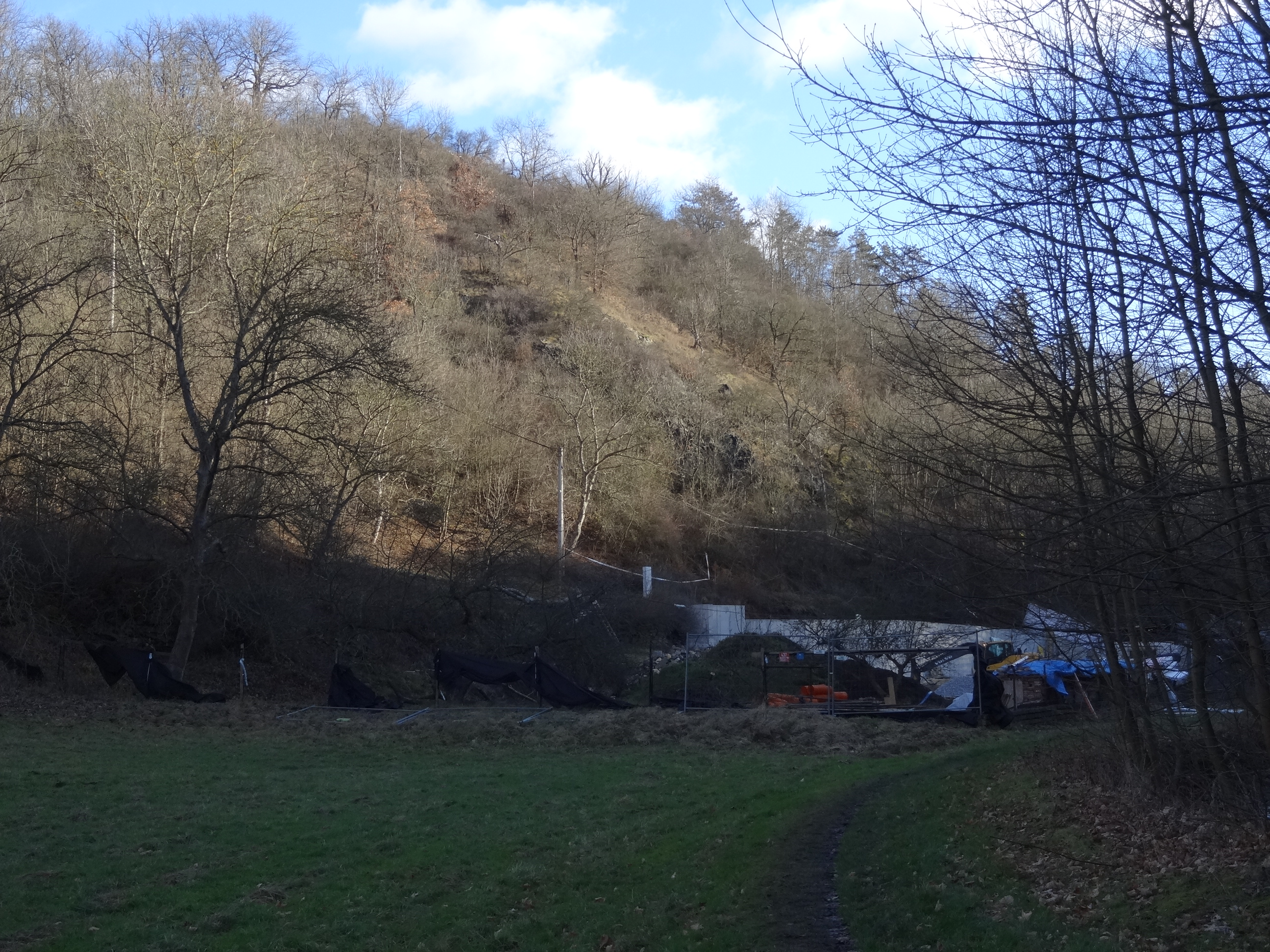
Stráň v PP Vizerka po demolici usedlosti

## Přírodní poměry

### Geologie
Geologické podloží se skládá z proterozoických břidlic, na kterých se vyvinuly protorankery, rankery a kambizemě, až mělké hnědé půdy. Barrandienské usazeniny ze svrchního proterozoika jsou z větší části úlomky břidlico-prachovcovými, které se utvářeli na dně moře, a utvořily zde spletence.

### Flora
Tato oblast je typická pro společenstvo úzkých suchých trávníků, které zde tvoří chrpa latnatá (Centaurea stoebe), mochna stříbrná (Potentilla argentea), hvozdík kartouzek (Dianthus carthusianorum), pryšec chvojka (euphorbia cyparissias), rozchodník velký (Hylotelephium maximum), čistec přímý (Stachys recta), krvavec menší (Sanquisorba minor), trýzel škardolistý (Erysimum crepidifolium), mochna písečná (Potentilla arenaria), ožanka kalamandra (Teucrium chamaedrys).
Dříve zde byl považován za vyhynulý vzácný koniklec luční (Pulsatilla pratensis), ale nyní se zde dá každý rok nalézt v jediném exempláři ve všerbině na skalkách. Také se zde vyskytoval rmen barvířský (Anthemis tinctoria), který je ale nyní nezvěstný. Naopak třemdava bílá (Dictamnus albus) zde má stále silnější populace. Dále hvězdnice zlatovlásek (Galatella linosyris) byla objevena v několika exemplářích na skalní stepi. A mezi turisty nejoblíbenější rostliny zdejší lokality patří růže keltská (Rosa galica). Následující rostliny zde mají silné zastoupení: chmerek vytrvalý (Scleranthus perennis), javor babyka (Acer campestre), hloh (Crategus sp.), trnka (Prunus spinosa), jasan ztepilý (Fraxinus excelsior), ptačí zob (Ligustrum), svída krvavá (Cornus sanguinea), dub zimní (Quercus petraea), ovsík vyvýšený pravý (Arrhenatherum elatius), pelyněk ladní (Artemisia campestris), sleziník severní (Asplenium septentrionale), zvonek kopřivolistý (Campanula trachelium), ostřice nízká (Carex humilis), habr obecný (Carpinus betulus), skalník celokrajný (Cotoneaster integerrimus), hadinec obecný (Echium vulgare), máčka ladní (Eryngium campestre), kostřava sivá (Festuca pallens), kostřava žlábkatá (Festuca rupicola), jahodník truskavec (Fragaria moschata), kakost krvavý (Geranium sanguineum), jestřábník chlupáček (Hieracium pilosella), rozchodník velký (Hylotelephium maximum), třezalka tečkovaná (Hypericum perforatum), dobromysl obecná (Origanum vulgare), lipnice hajní (Poa nemoralis), mochna písečná (Potentilla arenaria), mochna stříbrná (Potentilla argentea), třešeň ptačí (Prunus avium), řimbaba chocholičnatá (Tanacetum corymbosum), trnovník akát (Robinia pseudacacia), šalvěj luční (Salvia pratensis), krvavec menší (Sanguisorba minor), rozchodník šestiřadý (Sedum sexangulare), sesel sivý (Seseli osseum), čistec přímý (Stachys recta), mateřídouška panonská (Thymus pannonicus), mateřídouška vejčitá (Thymus pulegioides).

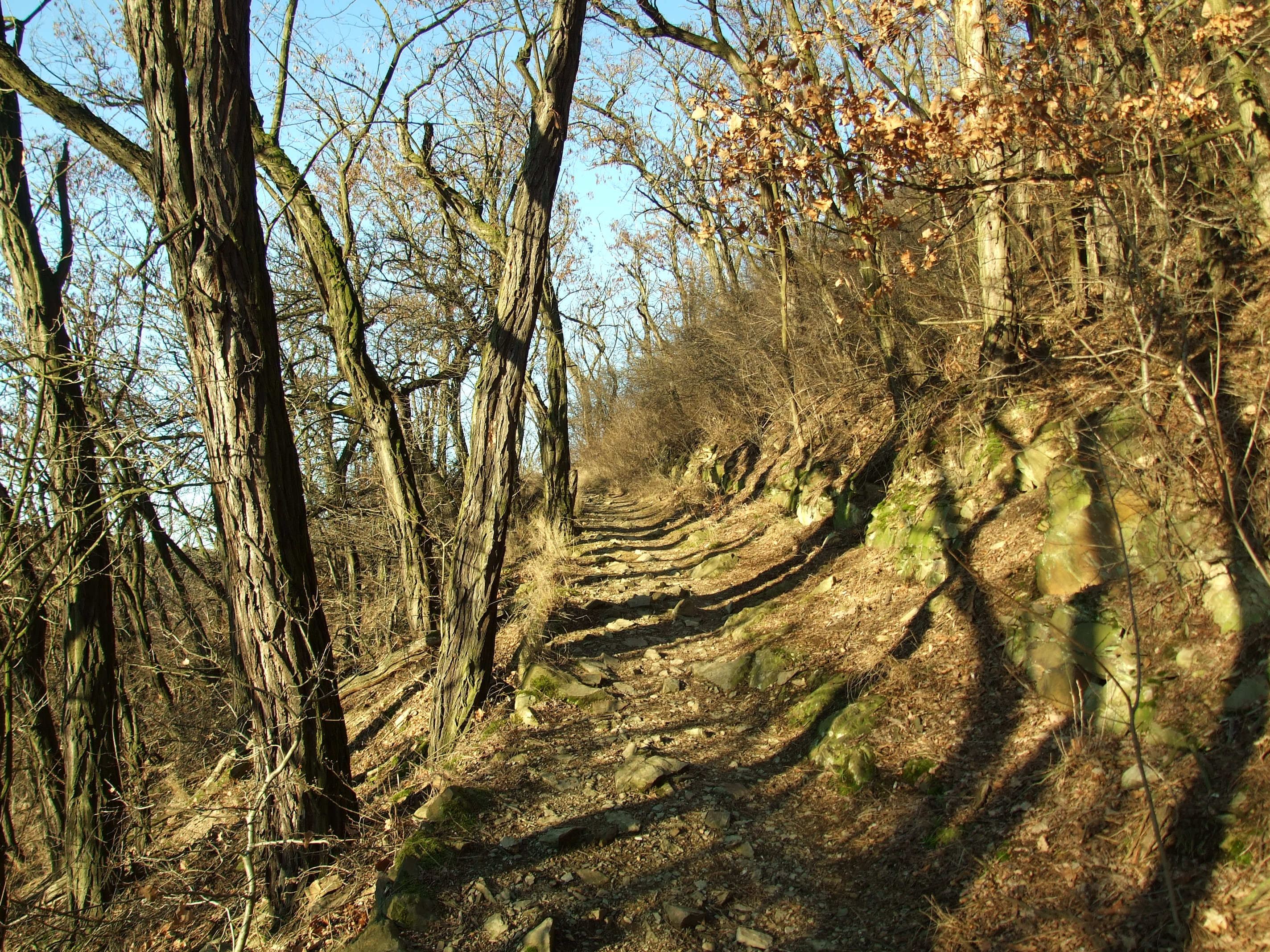
Cesta k vyhlídce na protilehlém svahu údolí

### Fauna
Že je tato oblast významná z arachnologického hlediska značí zde několikrát spatřen vzácný stepník rudý (Eresus kollari). Dále se zde vyskytuje několik významných brouků mezi nimi střevlíček obecný (Agonum marginatum), střevlík zahradní (Carabus hortensis), Cryptocephalus pygmaeus, Choragus sheppardi, zobonoska slívová (Rhynchites cupreus) – která způsobuje onemocnění ovocných dřevin, Nosatčík chloupkatý (Capation pubescens), keřnatka vrásčitá (Euomphalia strigella) a mandelinka obecná (Chrysolina sturmi) je pouze jeden zástupce zde se hojně vyskytujících mandelinek. Dříve byla tato oblast proslulé útočiště motýlů, což sice zarůstání dost znemožnilo, ale několika druhům se i přes to podařilo přežít jsou to žluťásek jižní (Colias alfacariensis/australis), drobníček (Stigmella carpinella) a vzpřímenka (Parornix carpinella), kteří osidlují listy habru. Z plazů je zde užovka hladká (Coronella austriaca), nalezená na skalní stepi a ještěrka obecná (Lacerta agilis), která se ráda vyhřívá na skalkách. Opeřené dravce sem láká hraboš polní (Microtus arvalis). Dále zde byl zjištěn výskyt například pěnice pokřovní (Sylvia curruca), strnad obecný (Emberiza citrinella), ťuhýk obecný (Lanius collurio), ťuhýk šedý (Lanius excubitor) oba tito ťuhýci hnízdí v místních křovinách.

## Ochrana

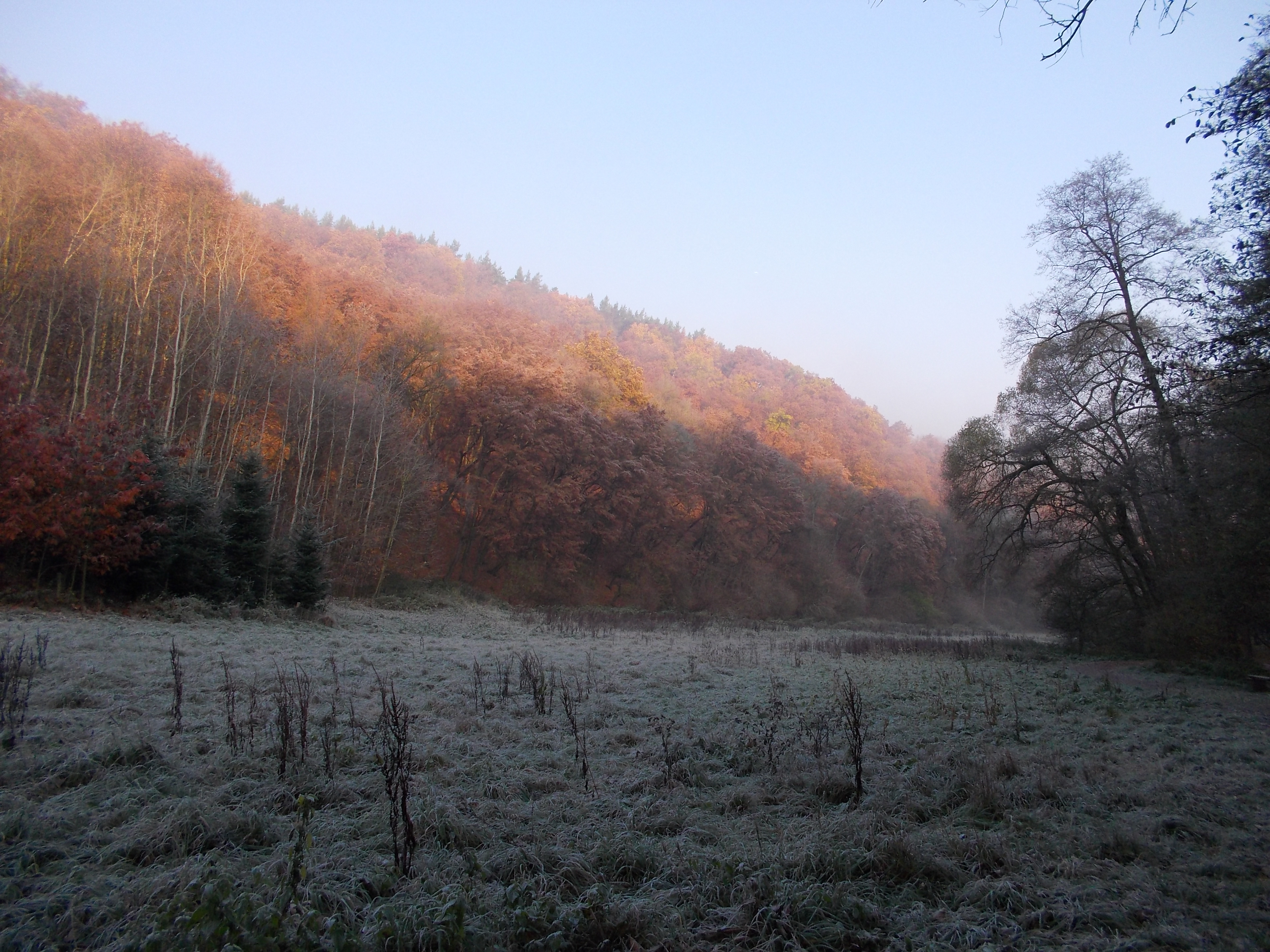
úprava soukromé části

V minulosti bylo opečováváno jen soukromé území, kromě několika brigád přírodovědecké fakulty Univerzity Karlovy v osmdesátých letech, jež však údajně nebyly příliš důkladné. Od roku 1993 existují i plány péče, bohužel byl schválen až plán od roku 2000, na který navázal aktuální plán, který bude v platnosti až do roku 2022.
K terénnímu průzkumu této plochy k současnému plánu péče došlo opakovaně během roku 2008 a jednou v roce 2009. Došlo se k těmto důsledkům: k zachování nelesních biotopů se směřuje úpravou dřevin, aby nedocházelo k dalšímu zalesňování. A to buď pastvou, nebo kosením, a mechanickým odstraňováním dřevin.Jako ideální řešení se zdá občasná pastva koz, kterým nebude dělat problém lézt po svahu a skalkách. Ochrana přírody je zde o to složitější, že se při každém kroku musí projednávat i s majitelem části území, i když se zdá, že se o svojí část vzorně stará. Dnes využíváno lesnicky a probíhá nepravidelná pastva ovcí a koz. Dále by se mělo území prozkoumat z arachnologického hlediska, nejlépe pomocí celoročních zemních pastí.